# 아이즈니시카타역
아이즈니시카타역(일본어: 会津西方駅)은 일본 후쿠시마현 오누마군 미시마정에 위치한 동일본 여객철도 다다미선의 철도역이다. 단선 승강장 1면 1선의 구조를 갖춘 지상역이다.

## 이용 현황
| 승차 인원 추이 | 승차 인원 추이 |
| 연도           | 1일 평균       |
| -------------- | -------------- |
| 2000           | 11             |
| 2001           | 8              |
| 2002           | 8              |
| 2003           | 3              |
| 2004           | 5              |

## 역 주변
- 국도 제400호선
- 다다미 강

## 역사
- 1941년 10월 28일 : 일반역으로서 개업.
- 1971년 8월 29일 : 화물 · 하물 취급 폐지, 역 무인화.
- 1987년 4월 1일 : 일본국유철도 분할 민영화에 의해, 동일본 여객철도가 승계.

## 인접 역
| 동일본 여객철도 다다미선           | 동일본 여객철도 다다미선 | 동일본 여객철도 다다미선   |
| ---------------------------------- | ------------------------ | -------------------------- |
| 아이즈히노하라 아이즈와카마쓰 방면 | ■ 다다미선               | 아이즈미야시타 고이데 방면 |